# Ahmad asz-Szukajri
Ahmad asz-Szukajri (ar. أحمد الشقيري, ur. 1908 w Akce, zm. 26 lutego 1980 w Ammanie) – palestyński polityk i działacz niepodległościowy, pierwszy przewodniczący Organizacji Wyzwolenia Palestyny. Funkcję tę sprawował w latach 1964-1968.

## Życiorys
Był synem szejka Asada asz-Szukajriego, od 1930 przewodniczącego Najwyższej Rady Muzułmańskiej w brytyjskim mandacie Palestyny.
Ukończył szkołę prawniczą w Jerozolimie, a następnie studia na Uniwersytecie Amerykańskim w Bejrucie. Od 1932 należał do palestyńskiej Partii Niepodległościowej. Zwolennik Muhammada Amina al-Husajniego.
W 1945 kierował palestyńskim biurem propagandowym w Stanach Zjednoczonych, zaś w latach 1949-1950 należał do delegacji syryjskiej w ONZ. Od 1951 do 1957 był zastępcą sekretarza generalnego Ligi Państw Arabskich odpowiedzialnym za sprawy palestyńskie. Przez kolejne pięć lat był ambasadorem Arabii Saudyjskiej przy ONZ oraz ministrem w rządzie tego kraju odpowiedzialnym za kontakty z tą organizacją. W 1963 Liga Państw Arabskich mianowała go przedstawicielem Palestyńczyków w tej organizacji.

### Przewodniczący Organizacji Wyzwolenia Palestyny
W 1964, na mocy decyzji powziętych podczas szczytu Ligi Państw Arabskich w Kairze, Ahmad asz-Szukajri został pierwszym przewodniczącym nowo utworzonej Organizacji Wyzwolenia Palestyny. Natychmiast przystąpił do tworzenia jej struktur na terytorium Jordanii, początkowo w porozumieniu z jej królem Husajnem. Chociaż organizacja była uzależniona od krajów arabskich, które inspirowały jej powstanie i wyznaczyły jej program, asz-Szukajri tworzył ją na wzór niepodległego państwa. Organizacja miała swoje departamenty, budżet, siły zbrojne, wewnętrzny regulamin, władze ustawodawcze i wykonawcze oraz główny dokument ideowy - Palestyńską Kartę Narodową, której autorem był sam asz-Szukajri.
Żądania przywódcy OWP dotyczące samodzielności organizacji, prowadzące do uzyskania przez nią faktycznej autonomii, były jedną z przyczyn zerwania tej współpracy. W 1965 premier Jordanii Wasfi at-Tall nie zgodził się na obłożenie jordańskich urzędników (z wyłączeniem osób pochodzenia palestyńskiego) pięcioprocentowym podatkiem na rozwój OWP, ani na otwarcie w Ammanie oficjalnej siedziby organizacji.
Po wojnie sześciodniowej palestyńscy działacze oskarżyli asz-Szukajriego o brak samodzielności w działaniu. Przewodniczący OWP kierował się w swojej aktywności ustaleniami poczynionymi jeszcze w 1964 z prezydentem Egiptu Gamalem Abdel Naserem, tymczasem po klęsce Arabów w 1967 wśród Palestyńczyków zwyciężyło przekonanie, że bojownicy powinni prowadzić całkowicie samodzielne działania, przede wszystkim zbrojne, nie zwracając uwagi na politykę państw arabskich. Niezadowolenie budziła również treść Palestyńskiej Karty Narodowej, w której nie było mowy o narodzie palestyńskim, całość oparta była na ideach panarabskich. Wreszcie asz-Szukajri nie popierał taktyki walki fedainów, opartej na wypadach na terytorium Izraela i dokonywaniu aktów dywersji oraz napadów na posterunki wojskowe, kibuce lub pojazdy. W organizacji dochodziło do coraz poważniejszych sporów wewnętrznych. W 1967, z powodu ciągłych konfliktów z radykałami, asz-Szukajri rozwiązywał jej komitet centralny.
Do ustąpienia asz-Szukajriego doprowadził ostatecznie przywódca Al-Fatahu Jasir Arafat na IV zjeździe Palestyńskiej Rady Narodowej w lipcu 1968. Głosami palestyńskich bojowników (fedainów), którzy na 100 delegatów zajmowali 57 miejsc, Ahmad asz-Szukajri ustąpił ze stanowiska, które zajął po nim Jahja Hammuda. Zmarł w 1980 w Ammanie.
Opublikował wspomnienia.